# Escuelas Linux
Escuelas Linux és una distribució de GNU/Linux dirigida a ambients escolars, pensada per a l'educació bàsica pot ser emprada des de llars d'infants a ambients preuniversitaris. Deriva de Bodhi Linux que al seu torn deriva d'Ubuntu, empra Moksha com a interfície gràfica, disposa de versions en castellà i anglès.
Entre les característiques més destacades cal mencionar que: disposa d'un compte d'usuari completament configurat des de la instal·lació; els comptes d'usuari poden ser portats al seu estat original pel professor o administrador; els programes estan altament configurats des de la instal·lació (tot inclòs); disposa de l'aplicació Ncopy, pensada per a compartir en xarxa qualsevol document de manera senzilla o la gestió i monitoratge d'aules d'ordinadors, on s'ha emprat programari divers com Epoptes i posteriorment Veyon.
La distribució es promogué amb fons públics de la Secretaría de Educación de Zacatecas (Seduzac) de Mèxic com a part de l'Agenda Digital del govern d'aquest estat. El 15 de setembre de 2013 es va aprovar a Zacatecas una llei per a fomentar la creació, desenvolupament, utilització i difusió del programari lliure i de codi obert. Després de 8 anys d'existència del projecte, el setembre del 2014, Escuelas Linux es podia descarregar des del portal de SourceForge. El 2015 fou nominat al premi anual que atorga la UNESCO per a l'ús de TIC a l'educació.